# NGC 7825
NGC 7825 este o galaxie situată în constelația Peștii. A fost descoperită în 25 septembrie 1830 de către John Herschel.